# Dicerogastra proleuca
Dicerogastra proleuca är en fjärilsart som beskrevs av George Francis Hampson 1913. Dicerogastra proleuca ingår i släktet Dicerogastra och familjen nattflyn. Inga underarter finns listade i Catalogue of Life.